# Saint-Arnoult-en-Yvelines
Saint-Arnoult-en-Yvelines település Franciaországban, Yvelines megyében. Lakosainak száma 5854 fő (2022. január 1.). Saint-Arnoult-en-Yvelines Bullion, Clairefontaine-en-Yvelines, Longvilliers, Ponthévrard, Rochefort-en-Yvelines, Sainte-Mesme, Sonchamp és Dourdan községekkel határos.

## Népesség
A település népessége az elmúlt években az alábbi módon változott:
| Lakosok száma | 6103 | 6086 | 6224 | 6001 | 5910 | 5818 | 5791 | 5870 | 5854 |
|               | 2013 | 2015 | 2016 | 2017 | 2018 | 2019 | 2020 | 2021 | 2022 |